# Präsidentschaftswahl in Tunesien 2009
Die Präsidentschaftswahl in Tunesien 2009 fand am  25. Oktober 2009 statt. Zum gleichen Zeitpunkt fand außerdem die Parlamentswahl in Tunesien statt. Es waren die letzten Wahlen unter dem autokratischen Regime von Zine el-Abidine Ben Ali.

## Kandidaten
Voraussetzung für eine Präsidentschaftskandidatur war unter anderem, dass der Kandidat mindestens 2 Jahre Vorsitzender seiner Partei sein musste.
Die zur Wahl zugelassenen Kandidaten waren:
- Zine el-Abidine Ben Ali von der RCD
- Mohamed Bouchiha von der PUP
- Ahmed Inoubli von der UDU
- Ahmed Ibrahim von der Ettajdid

Bei den zugelassenen Oppositionskandidaten handelte es sich hauptsächlich um mehr oder weniger enge Verbündete des bisherigen Präsidenten Ben Ali’s.
Im August 2009 war bereits der Kandidat Nejib Chebbi von der PDP aus Protest aus dem Präsidentschaftsrennen ausgeschieden. Dem Kandidaten Mustafa Ben Jaafar von der FDTL war die Zulassung zur Wahl aus formalen Gründen verweigert worden.

## Wahlbeobachtung
Die erstmals 2004 eingerichtete Wahlbeobachtungsstelle sollte bei Streitfällen zwischen Regierung und Oppositionskandidaten vermitteln. Diese galt aber nicht als vollständig unabhängig.
Die Afrikanische Union entsandte ein Wahlbeobachter-Team nach Tunesien. Die Delegation wurde von Benjamin Bounkoulou angeführt. Dieser bezeichnete die Wahl als frei und fair. Ein Sprecher des US-Außenministeriums kritisierte aber, dass Tunesien keine internationale Wahlbeobachter zulasse. Zudem gab es Berichte über Einschüchterungen und Misshandlungen von Oppositionskandidaten.

## Offizielles Wahlergebnis
| Kandidaten                            | Kandidaten              | Parteien                                      | Stimmen   | Anteil  |
| ------------------------------------- | ----------------------- | --------------------------------------------- | --------- | ------- |
|                                       | Zine el-Abidine Ben Ali | Konstitutionelle Demokratische Sammlung (RCD) | 4.238.711 | 89,62 % |
|                                       | Mohamed Bouchiha        | Partei der Volkseinheit (PUP)                 | 236.955   | 5,01 %  |
|                                       | Ahmed Inoubli           | Unionistische Demokratische Union (UDU)       | 179.726   | 3,80 %  |
|                                       | Ahmed Ibrahim           | Ettajdid                                      | 74.257    | 1,57 %  |
|                                       | Gesamt                  | Gesamt                                        | 4.729.649 |         |
| Wahlbeteiligung = 89,45 % (4.737.367) |                         |                                               |           |         |
| Quelle:                               |                         |                                               |           |         |

Präsident Zine el-Abidine Ben Ali von der Konstitutionellen Demokratischen Sammlung wurde mit ganzen 89,62 % der Stimmen im Amt bestätigt. Dies war sein bisher schlechtestes Wahlergebnis, da er bei vorigen Wahlen immer über 90 % geholt hatte. Weit abgeschlagen waren die restlichen drei Kandidaten. Das zweitbeste Ergebnis erreichte Mohamed Bouchiha mit 5,01 %.

## Kritik
Die Opposition bemängelte, dass es der Wahl an Freiheit, Integrität und Transparenz fehlte.